# Asphaltvulkan

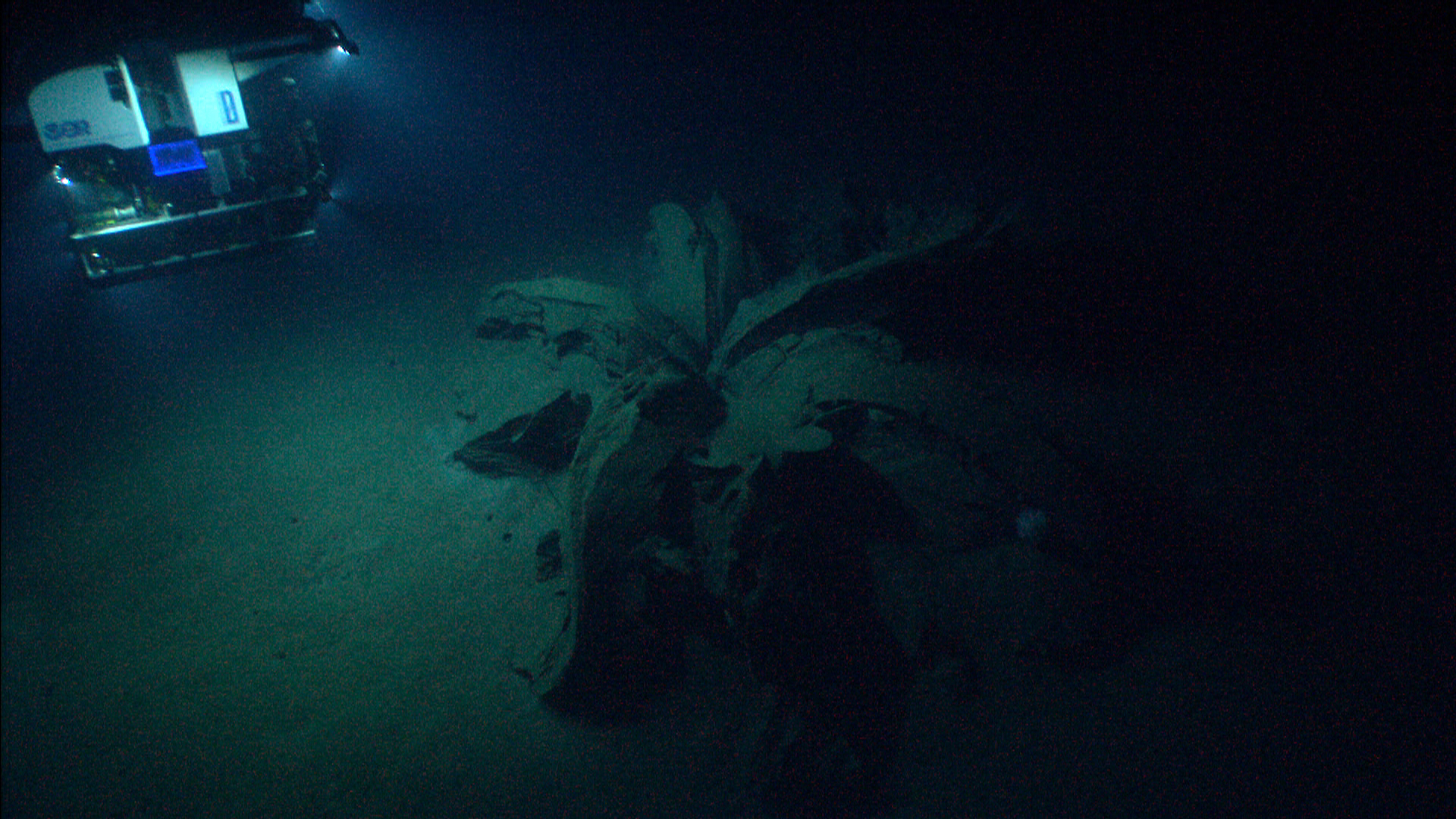
Tar Lily, ein 2014 im Golf von Mexiko entdeckter Asphaltvulkan

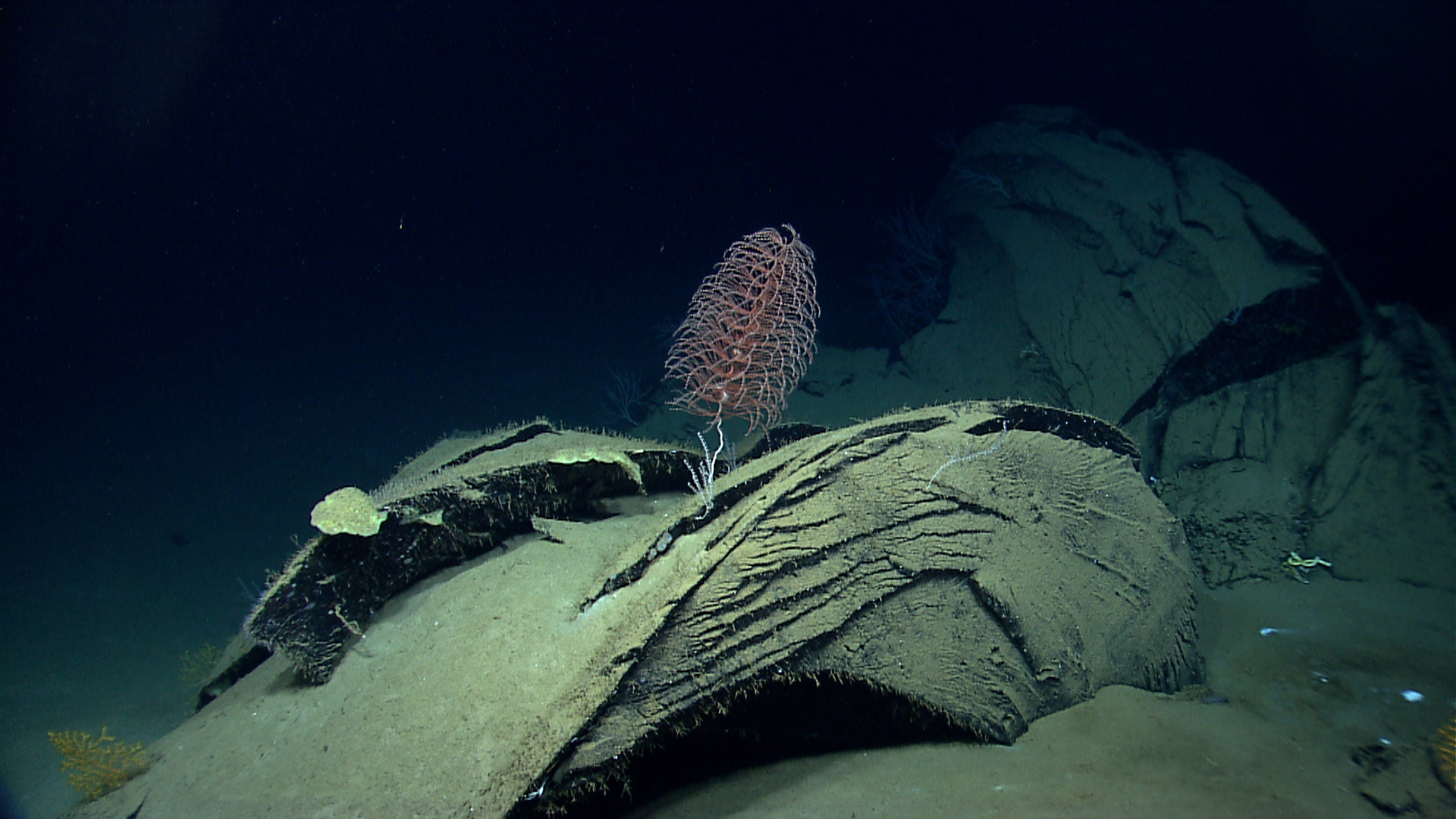
Korallen und Anemonen auf einem „Fuß“ von Tar Lily

Asphaltvulkan ist eine seltene Form des submarinen Vulkans. Der bis zu 800 m hohe vulkanartige Tiefseeberg besteht aus Salz und produziert natürlichen Asphalt, der aus der Spitze austritt. Der Begriff Asphaltvulkanismus wurde eingeführt, ohne dass der Prozess des Asphaltaustrittes bisher erklärt werden kann – allein die Assoziation des Asphaltes mit den Krater- und Rutschungsstrukturen und die morphologische Ähnlichkeit der Asphaltlagen mit magmatischen Lavaflüssen hat dazu geführt. Die ausgetretenen und am Meeresboden ausgehärteten Asphaltströme sind ähnlich wie ʻAʻā-Lava von zahlreichen Rissen und Spalten zerklüftet.
Die Entdeckung dieser geologischen Besonderheit gelang einer internationalen Forschergruppe unter Leitung der Universität Bremen an Bord des Forschungsschiffes „Sonne“ im Jahr 2003. Die Forscher waren durch Aufnahmen von Satelliten, auf denen Ölspuren an der Wasseroberfläche zu erkennen waren, auf die Lokalität aufmerksam geworden.

## Die Geologie des Asphaltvulkanismus

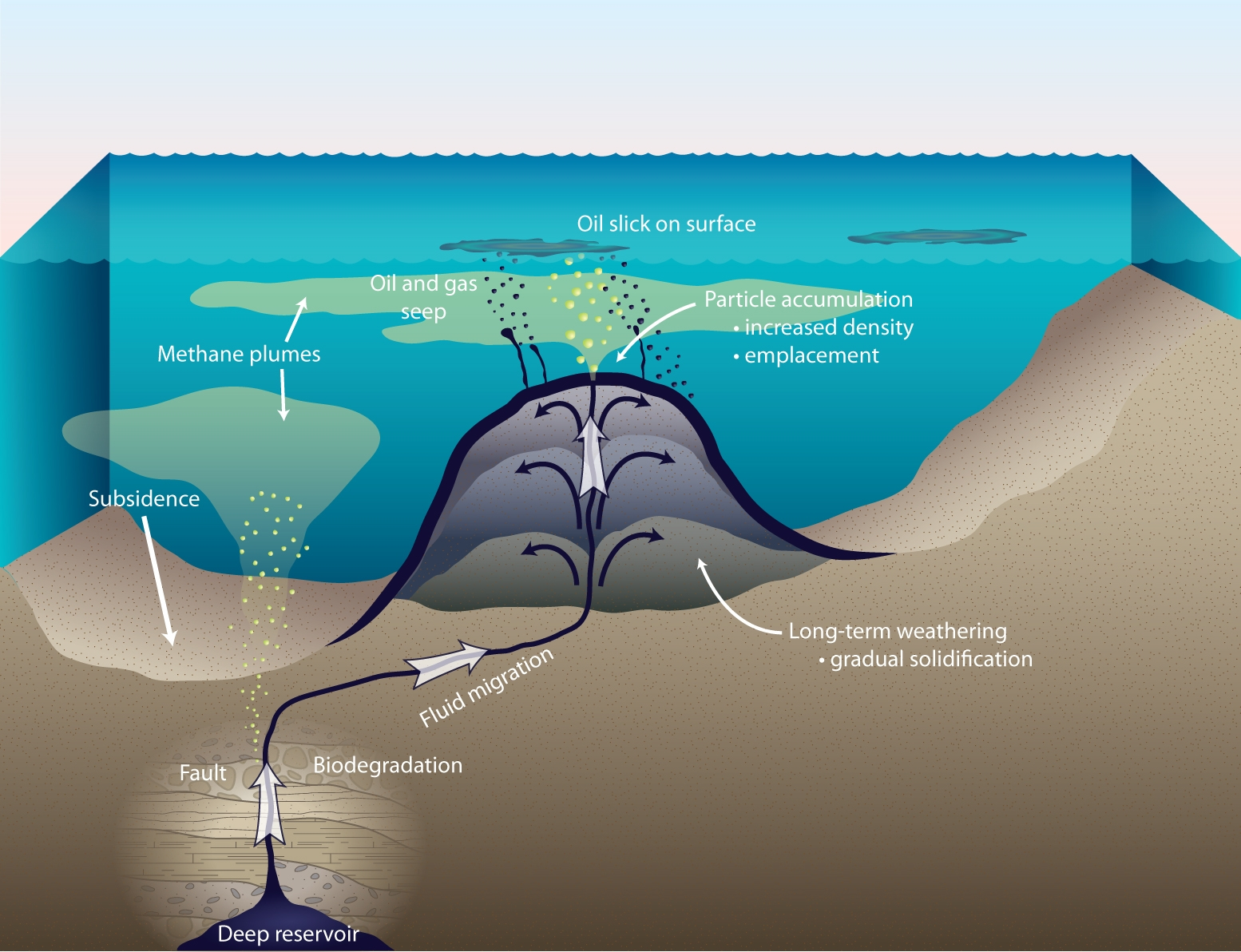
Das Diagramm zeigt die Bildung eines Asphaltvulkans und die damit einhergehende Freisetzung von Methan und Öl.

Am Grund der Campeche-Bucht in etwa 3000 m Meerestiefe, im südlichen Teil des Golfs von Mexiko nordwestlich des mexikanischen Bundesstaates Campeche auf der Halbinsel Yucatán, finden sich diapirförmige Salzdome, lokal Campeche Knolls (Campeche-Hügel) genannt, aus deren Spitzen natürlicher Asphalt austritt und lavaähnlich die Hänge herabfließt. 
Bis zu dieser Entdeckung waren nur kleinere mit Asphalt bedeckte Stellen beobachtet worden, in der Campeche-Bucht jedoch entdeckte man eine Fläche von über 1 km2. In dieser Meeresregion drängen in der Jura-Periode abgelagerte Salzvorkommen aus 8–15 km Tiefe empor, bis über das Niveau des Meeresbeckenbodens hinaus, während der Asphalt aus dem von Mikroorganismen zersetzten und thermisch veränderten Erdöl hervorgeht. Die an ihrer Basis etwa 5 bis 10 km breiten Campeche Knolls sind zwischen 450 und 800 m hoch und von verschiedenartiger Gestalt (Morphologie), die meisten sind langgestreckte Bergrücken, einige haben eine runde, kuppenartige Form. Die Hangneigung beträgt zwischen 10 und 20 %. Einer der näher untersuchten Asphaltvulkane wurde von seinen Entdeckern ‚Chapopote‘ genannt, nach dem aus der aztekischen Sprachfamilie Nahuatl stammenden Wort Chapopote bzw. dem davon in das mexikanische Spanisch entlehnte Chapapote, beides bedeutet ‚Asphalt‘.

## Ein neuartiges Ökosystem
Die Existenz chemosynthetisierender (chemotropher) Organismen ist schon länger bekannt, beispielsweise von den entlang der Mittelozeanischen Rücken anzutreffenden untermeerischen Black Smokern. Dort dienen die aufsteigenden heißen schwefelhaltigen Lösungen als Energiequelle, während im weltweit bisher einmaligen Ökosystem der Campeche Knolls der Asphalt diese Funktion erfüllt. Er ist die Grundlage großer Ansammlungen chemosynthetischer Bakterien und Muscheln aus der Familie Vesicomyidae sowie Bartwürmern, die als Seep-Indikatoren Anzeiger für austretende Fluide sind; ferner wurden Krebse und Fische beobachtet. Die Verwendung von Asphalt als Nahrungsquelle ist außergewöhnlich und in dieser Form für die Wissenschaft ein neues Phänomen, denn er stellt das Endstadium in der Umwandlung von Erdöl dar und gilt daher als wenig lebensfreundlich. Welche chemischen Verbindungen genau von den Organismen für die Chemosynthese genutzt werden, ist derzeit noch unklar sowie auch die genauen ökologischen Zusammenhänge innerhalb dieses Lebensraums.
Der Leiter der Expedition, Gerhard Bohrmann, kommentierte die Entdeckung: „Nur selten hat man als Forscher die Gelegenheit, völlig unbekannte Dinge zu entdecken. Auf der Erde bietet das in diesem Maße nur die Tiefsee.“

## Asphaltvulkane im Santa-Barbara-Kanal, Kalifornien

Aktiver, kleiner, zähflüssiger Asphalthügel im Santa-Barbara-Kanal und eine Seegurke (sc). Sichtfeld etwa 30 × 40 cm.

Im Jahre 2007 wurden bei der bathymetrischen Kartierung mit Sonarsonden am Meeresboden des Santa-Barbara-Kanal, Kalifornien, in circa 220 Metern Wassertiefe domförmige Hügel entdeckt. Weitere Untersuchungen mit Tauchbooten durch Wissenschaftler der University of California, Santa Barbara ergaben, dass diese fast ausschließlich aus Asphalt bestehen. 
In der Nähe der Asphaltvulkane befinden sich Rohöl-Förderstellen. Das dort aus der Monterey-Formation gewonnene Rohöl hat die gleiche chemische Zusammensetzung wie der Asphalt aus den Vulkanen. Die Fahrten der Forscher ergaben, dass unter Wasser im Jahre 2010 keine Ölquellen mehr aktiv waren. An einigen Stellen trat jedoch in kleineren Mengen Methan aus.
Der gefundene Asphalt ist vor ungefähr 40.000 Jahren entstanden. Die bei den Austritten entstandenen Kegel wurden seit der Eiszeit durch die Strömungen im Kanal abgetragen. Heute sind lediglich die jüngst entdeckten Hügel erhalten. Über die Entstehung der untermeerischen Austritte wurde im Jahre 2010 noch keine klare, übereinstimmende Meinung gefunden.